# Maelor South
Maelor South är en community i Storbritannien.   Den ligger i kommunen Wrexham och riksdelen Wales, i den södra delen av landet, 240 km nordväst om huvudstaden London.
De två största byarna är Penley och Bettisfield.